# Twist Around the Clock
Twist Around the Clock – minialbum nagrany przez polskiego wokalistę Bogusława Wyrobka oraz Zespół Jazzowy Zygmunta Wicharego.
Jedna z niewielu EP-ek, której nadano tytuł zapisany na naklejce: Twist Around the Clock (to jednocześnie tytuł pierwszego nagrania). 7-calowa, winylowa płyta, odtwarzana z prędkością 45 obr./min., wydana została w 1962 przez Polskie Nagrania „Muza” z numerem katalogowym N 0206 (numery matryc odpowiednio: A-401 i A-402) i z tym samym numerem była później wznawiana.

## Muzycy
- Bogusław Wyrobek – śpiew
- Zespół Jazzowy Zygmunta Wicharego

## Lista utworów
Strona A
| 1. | „Twist Around the Clock” (Jimmy de Knight, Max C. Freedman)    |  |
|    |                                                                |  |
| 2. | „Smoke Gets in Your Eyes” (muz. Jerome Kern, sł. Otto Harbach) |  |
|    |                                                                |  |
Strona B
| 3. | „Let's Twist Again” (Chubby Checker 1) |  |
|    |                                        |  |
| 4. | „Crazy Love” (muz. i sł. Paul Anka)    |  |
|    |                                        |  |
1 napis z naklejki jest błędny; autorami piosenki są Kal Mann i Dave Appell
, Checker był pierwszym wykonawcą